# 朝鮮民主主義人民共和国の国章
朝鮮民主主義人民共和国（北朝鮮）の国章（ちょうせんみんしゅしゅぎじんみんきょうわこくのこくしょう 朝鮮語：조선민주주의인민공화국상징）は、1948年に制定され、1992年に細部が修正されている。

## 解説
朝鮮民主主義人民共和国（北朝鮮）の国章は、朝鮮民主主義人民共和国社会主義憲法第169条によって次のように規定されている。
| 朝鮮民主主義人民共和国国章は、「朝鮮民主主義人民共和国」（チョソングルで「朝: 조선민주주의인민공화국」）と記した赤い帯をまいた稲穂の楕円形の枠の中に壮大な水力発電所（水豊ダムとその水力発電所）を配し、その上に革命の聖山―白頭山と、燦然と輝く赤い五角の星を配している。 |

北朝鮮最初の行政機関であるソビエト民政庁では、ソビエト連邦の国章に極めて類似した紋章を使っていた。その後、北朝鮮臨時人民委員会が発足すると、民政庁の紋章から赤い帯をまいた小麦と赤い星が削除され、朝鮮半島のみとなった。1948年7月、朝鮮民主主義人民共和国憲法の制定準備をしていた北朝鮮人民委員会は、新規に国章の案を提示した。現在の国章にある赤い星、稲の束、及びリボンの中の「朝鮮民主主義人民共和国」はこの時点で既に現れているが、中央に描かれたのは水豊ダムとは異なる溶鉱炉設備だった。
北朝鮮の公式ポータルサイト・ネナラでは、この国章案のデザインについて金日成と金正淑が修正点について協議し、1948年9月9日の建国までに中央の溶鉱炉が水豊ダムとその水力発電所に置き換えられ、その他の細部もデザインの変更が行われて初代の国章が生まれたとしている。1992年、朝鮮民主主義人民共和国社会主義憲法の改正と共に国章も変更が加えられた。この時、水豊ダムの背後にある山が「革命の聖山―白頭山」と憲法に明記され、大幅にデザインが変更された。また、水豊ダムと水力発電所も絵柄が若干変更され、そのまま現在に至っている。

ソビエト民政庁の紋章（1945年 - 1946年）
建国前の国章案（1948年7月）
初代の国章（1948年 - 1992年）
国務委員長章

## 参考資料
1. ↑  社会主義憲法第7章（朝鮮民主主義人民共和国の公式ポータルサイト・ネナラより）
2. ↑  Fyodor Tertitskiy (2014年9月23日). “The Evolution of North Korea's Coat of Arms”. DailyNK. 2015年8月2日閲覧。
3. 1 2  朝鮮民主主義人民共和国の国章（ネナラより）